# Musa Čelebi
Musa Čelebi (turško Musa Çelebi) je bil osmanski princ  (şehzade) in sovladar v osmanskem medvladju (1402-1413), * 1388, † 5. julij 1413.
Čelebi je bil osmanski častni naziv, ki pomeni uglajen gospod.

## Ozadje
Musa je bil sin četrtega osmanskega sultana Bajazida I. Njegova mati je bila ali hčerka bega turških Germijanidov ali bizantinska princesa. Po Bajazidovem porazu v bitki s Timur Lenkom pri Ankari so Bajazida  in Muso ujeli. Po Bajazidovi smrti leta 1403 so Muso osvobodili. Vrnil se je v Osmansko cesarstvo, kjer je bila državljanska vojna, in poskušal priti do prestola v tedanji prestolnici Bursi. Za osmanski prestol sta se takrat v Anatoliji  potegovala tudi brata  Isa Čelebi v Balıkesirju in Mehmed Čelebi v Amasyi, v Rumeliji pa brat Sulejman Čelebi v Edirnu, evropski prestolnici Osmanskega cesarstva. 

## Osmansko medvladje
Isa je porazil Muso in zasedel Burso. Musa je pobegnil v Germijan in čakal na primeren trenutek za nov poskus.  Leta 1406 je Mehmed porazil Iso in postal vladar azijskega dela Osmanskega cesarstva, Sulejman v evropskem delu cesarstva pa je bil zanj premočan nasprotnik. Mehmed se je zato v Kırşehirju v osrednji Anatoliji sestal z Muso in z njim sklenil zavezništvo proti Sulejmanu. Zavezništvo je podprla večina anatolskih bejlikov. 
Musa je skladno s sporazumom odplul preko Črnega morja v Vlaško  in se povezal v Mirceo I. Sulejman se je moral zdaj vojskovati na dveh frontah: proti Mehmedu v Anatoliji in Musi v Evropi. Strategija bratov je bila samo delno uspešna, ker se je Sulejman odrekel Anatoliji, vendar je bil dovolj močan, da je porazil Muso. Musa se je kljub porazu do leta 1410 vojskoval proti Sulejmanu s taktiko udari in pobegni. Sulejman je v tem času zaradi svojega neobvladljivega vedenja izgubil večino zaveznikov. Musova taktika je leta 1411 obrodila uspeh z osvojitvijo Edirna. Poraženi Sulejman je poskusil pobegniti na bizantinsko ozemlje, vendar so ga na begu ujeli in ga 18. februarja 1411 ubili. Musa je postal sovladar Osmanskega cesarstva.

## Sovladar
Podrobnosti sporazuma med bratoma Mehmedom in Muso niso jasne. Musa se je razglasil za sultana evropskega dela Osmanskega cesarstva, Mehmed pa je v njem videl svojega vazala. Musa se je bizantinskemu cesarju Manuelu II. Paleologu maščeval za njegovo podporo Sulejmanu z obleganjem Konstantinopla. Cesar je za pomoč zaprosil Mehmeda, ki je izdal Muso in proti njemu sklenil zavezništvo z bizantinskim cesarjem. 
Mehmedova vojska  se je leta 1411 in 1412 udarila z Musovo in bila obakrat poražena. Leta 1413 je dobil Mehmed podporo srbskega despota Stefana Lazarevića, dulkadirskega emirja in nekaj Musovih generalov in v bitki pri Čamurluju (Samokov) v Bolgariji je porazil Muso. Musa je poslušal pobegniti, vendar so ga ujeli in 5. julija 1413 ubili.

## Zapuščina
Z Musovo smrtjo se je končalo osmansko medvladje. Brat Mehmed Čelebi je postal sultan Mehmed I. Leta 1416 se je Mehmedu neuspešno uprl Šejk Bedreddin, eden od nekdanjih Musovih zaveznikov in vrhovni vojaški sodnik (kazasker). Druga dogodka,  ki bi lahko bila nadaljevanje medvladja, sta bila upora Bajazidovega sina Mustafe Čelebija, ki se je skrival v Anatoliji. Mustafa je bil peti kandidat za osmanski prestol, ki se je neuspešno uprl Mehmedu I. leta 1416 in njegovemu sinu Mehmedu II. leta 1421.

## Družina
Musa je imel dve ženi:
- Arino (1403), hčerko Mircee I. Vlaškega
- Fülane Hatun  (1412), hčerko Karla I. Tocca